# 日蘭和親条約
日蘭和親条約（にちらんわしんじょうやく）とは、安政2年12月23日（グレゴリオ暦1856年1月30日）に江戸幕府とオランダが締結した和親条約。
1854年に日米和親条約が締結されたことを受けて、江戸幕府はオランダとも新たな関係を規定することになった。

## 概要
「鎖国」体制においては、李氏朝鮮及び琉球王国との関係は「通信」とされ、貿易が行われたのみならず国交があった。しかし、オランダと中国との関係は「通商」とされ、貿易は行われたものの国交はなかった。
1641年にオランダ商館が平戸から、現在の長崎市の出島へ移されて以降、オランダ人の行動範囲は出島に限定された。
この条約の締結の結果として、オランダとの関係は「通商」から「通信」となり、両国間の国交が結ばれることとなった。また、オランダ人の出島から長崎市街への出入りが認められるようになった。